# Koza saaneńska

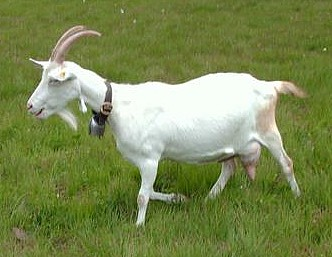

Koza saaneńska (Saanen) – rasa kozy domowej o krótkiej, białej sierści, zwykle bez rogów. Jest jedną z najbardziej znanych i cenionych ras mlecznych. Wyhodowana w Szwajcarii w dolinie rzeki Saane. Wydajność mleczna w 10-miesięcznej laktacji wynosi 600–1200kg, w czym 3,2% białka oraz 3,3% tłuszczu. Rekordowa wydajność przekracza 3000 kg mleka. Dobrze znoszą warunki chowu alkierzowego jak i pastwiskowego. Jej chów rozpowszechnił się w Europie, północnej Afryce, Stanach Zjednoczonych, Korei oraz Indonezji. W wielu krajach użyto kóz tej rasy do wyhodowania nowych ras. W Polsce wykorzystano je przy hodowli białej uszlachetnionej. Średnia plenność wynosi 152.2% 
Wysokość w kłębie kozłów 90–100 cm, kóz 75–85 cm, masa ciała (odpowiednio) 80–120 kg i 50–90 kg.